# کریس فارلی
کریستوفر کرازبی فارلی (به انگلیسی: Christopher Crosby Farley) (۱۵ فوریه ۱۹۶۴ – ۱۸ دسامبر ۱۹۹۷) بازیگر و کمدین آمریکایی بود. او عضو تئاتر سکند سیتی در شیکاگو بود و بعدها به عنوان یکی از بازیگران برنامه کمدی پخش زنده شنبه شب در شبکه ان‌بی‌سی فعالیت کرد و به مدت پنج فصل، از سال ۱۹۹۰ تا ۱۹۹۵، در این برنامه حضور داشت. فارلی پس از آن به سینما روی آورد و در فیلم‌هایی مانند کله‌پوک‌ها، تامی کوچولو، مایه ننگ، نینجای بورلی هیلز و تقریباً قهرمانان بازی کرد. او به خاطر اجرای فیزیکی و طنز پرتحرکش (مشابه کرلی هاوارد و راسکو آرباکل) شناخته می‌شد. این سبک اجرا تأثیر زیادی در موفقیت او در پخش زنده شنبه شب و همچنین بسیاری از فیلم‌هایش داشت. فارلی از دوران ابتدایی بازیگری خود و در اوج شهرتش با چاقی، الکلیسم و سوءمصرف مواد دست‌وپنجه نرم می‌کرد. او در سن ۳۳ سالگی بر اثر مصرف بیش از حد مواد مخدر درگذشت.

## اوایل زندگی
کریستوفر کرازبی فارلی در ۱۵ فوریه ۱۹۶۴ مدیسن، ویسکانسین در یک خانواده ایرلندی-آمریکایی متولد شد و در میپل بلاف بزرگ شد. پدرش، توماس جان فارلی سینیور (۱۹۳۶–۱۹۹۹)، صاحب یک شرکت نفتی بود و مادرش مری آن (با نام خانوادگی کرازبی) خانه‌دار بود. او چهار خواهر و برادر داشت: تام جونیور، کوین، جان، و باربارا. پسرعمویش، جیم فارلی، مدیرعامل شرکت فورد موتور است. فارلی در مدارس مذهبی مدیسن تحصیل کرد، از جمله در دبیرستان اجوود سیکرد هارت. به گفته جوئل مورای، یکی از همکارانش در تئاتر سکند سیتی، فارلی همیشه برای شرکت در مراسم عشای ربانی وقت می‌گذاشت.
او بیشتر تابستان‌هایش را به عنوان اردوگر و مربی در اردوگاه رد اَرو در نزدیکی مینوکوئا، ویسکانسین می‌گذراند. در سال ۱۹۸۶ از دانشگاه مارکت با مدرک دوگانه در ارتباطات و تئاتر فارغ‌التحصیل شد. در دوران تحصیل در مارکت، او در تیم راگبی بازی می‌کرد و به کمدی علاقه‌مند شد. پس از فارغ‌التحصیلی، مدتی در شرکت نفتی اسکاچ، متعلق به پدرش در مدیسن، کار کرد. او اولین بار مهارت‌های کمدی بداهه را در تئاتر آرک ایمپرو در مدیسن آموخت.
فارلی سپس به شیکاگو رفت و ابتدا در تئاتر ایمپرو المپیک اجرا کرد. بعد از آن به تئاتر سکند سیتی شیکاگو پیوست و در همان روزی که استیون کلبر شروع به کار کرد، به گروه تور سکند سیتی ملحق شد. در سال ۱۹۸۹، به صحنه اصلی این تئاتر راه یافت و در سه نمایش کمدی حضور داشت: خدایان باید تنبل باشند، امروز سی سال پیش بود و سیگار کشیدن فقط در لابی مجاز بود یا سانسوراما.

## فعالیت

### پخش زنده شنبه شب
همراه با کریس راک، فارلی یکی از اعضای جدید پخش زنده شنبه شب بود که در اوایل سال ۱۹۹۰ معرفی شد. در این برنامه، او اغلب با همکارانش کریس راک، آدام سندلر، تیم مدوز، راب اشنایدر و دیوید اسپید همکاری می‌کرد. این گروه به نام «پسران بد اس‌ان‌ال» شناخته می‌شدند.
یکی از معروف‌ترین شخصیت‌هایی که فارلی اجرا می‌کرد، مت فولی بود، یک سخنران انگیزشی اغراق‌آمیز که مدام به دیگران یادآوری می‌کرد که «در یک ون کنار رودخانه زندگی می‌کند!» این شخصیت را باب ادنکیرک خلق کرده بود، زمانی که او و فارلی در سکند سیتی اجرا می‌کردند. نام این شخصیت از یکی از دوستان قدیمی فارلی گرفته شده بود که بعدها کشیش کاتولیک شد و اکنون در کلیسای سنت جیمز در آرلینگتون هایتز، ایلینوی فعالیت می‌کند. در اجراهای اولیه، فارلی نام‌های مختلفی را بسته به افرادی که در مخاطبان می‌شناخت، استفاده می‌کرد. اما زمانی که فولی واقعی در یکی از اجراها حضور داشت و نامش در برنامه به کار رفت، فارلی احساس کرد که این نام بهترین انتخاب برای شخصیت است و دیگر آن را تغییر نداد. برخی از ویژگی‌های فیزیکی این شخصیت ترکیبی از حالت‌های بدنی بازیکنان راگبی که فارلی در زمین دیده بود و عادت مربی فوتبال دبیرستانش به چمباتمه زدن هنگام سخنرانی‌های انگیزشی بود. صدای او نیز برگرفته از لحن پدرش هنگام عصبانیت بود.
دیگر شخصیت‌های معروفی که فارلی اجرا می‌کرد شامل این موارد بودند: تاد اوکانر از بخش سوپرطرفداران بیل سورسکی، گروهی از طرفداران پرشور تیم‌های ورزشی شیکاگو که مدام شعار «دا بیرز!» را تکرار می‌کردند؛ یک رقصنده خیالی چپیندیلز در یک اجرای معروف که در آن همراه با پاتریک سوویزی به رقابت پرداخت؛ یکی از «گپ گرلز»، گروهی از دخترانی که در یک مرکز خرید محلی کار می‌کردند؛ یک بانوی ناهارخوری کلیشه‌ای که به همراه آهنگ «لانچ‌لیدی لند» اجرا شد، ترانه‌ای که آدام سندلر اجرا کرده بود؛ بنت براور، یکی از مفسران بخش ویکند آپدیت که هنگام صحبت درباره مشکلات شخصی و بهداشتی خود از علامت نقل‌قول سرانگشتی استفاده می‌کرد؛ خودش در نمایش کریس فارلی، یک تاک شوی طنز که در آن فارلی از مهمانان با سؤالات ضعیف و نامرتبط مصاحبه می‌کرد و اغلب موضوع را گم می‌کرد.
برخی از این شخصیت‌ها از دوران حضورش در سکند سیتی به پخش زنده شنبه شب آورده شدند. فارلی همچنین تقلیدهای طنز از افراد معروفی انجام می‌داد، از جمله: تام آرنولد (که در مراسم تشییع جنازه خصوصی فارلی سخنرانی کرد)، اندرو جولیانی، جری گارسیا، میت لوف، نورمن شوارتسکوف، دام دی‌لوئیس، راجر ایبرت، کارنی ویلسون، نوت گینگریچ، میندی کوهن، ماما کاس، هنک ویلیامز جونیور، و راش لیمبو.
پشت صحنه، فارلی به خاطر شیطنت‌هایش در دفتر پخش زنده شنبه شب معروف بود. او و سندلر شب‌ها از دفتر این برنامه در راکفلر سنتر تماس‌های تلفنی شوخی‌آمیز می‌گرفتند؛ سندلر با صدای پیرزن صحبت می‌کرد و فارلی در تلفن باد شکم رها می‌کرد یا از داخل لیموزین به ماشین‌های دیگر پشت می‌کرد. حتی یک‌بار از پنجره طبقه هفدهم دفتر این برنامه به بیرون مدفوع کرد. او همچنین عادت داشت برهنه شود و برای خنده، کارهای عجیب انجام دهد، از جمله تقلید از جیم «بوفالو بیل» گامب از فیلم آن زمان، سکوت بره‌ها. راک یک‌بار گفت که احتمالاً او آلت تناسلی فارلی را بیشتر از دوست‌دخترش دیده است. در سال ۱۹۹۵، فارلی همراه با سندلر توسط ان‌بی‌سی اخراج شد.

### حرفه سینما
در دوران حضورش در پخش زنده شنبه شب، فارلی در فیلم‌های کمدی جهان وین، جهان وین ۲، سر مخروطی‌ها و کله‌پوک‌ها ظاهر شد و نقشی کوتاه و بدون ذکر نام در بیلی مدیسن داشت. او همچنین در موزیک ویدئوی «سول تو اسکوییز» از رد هات چیلی پپرز حضور داشت، که در موسیقی متن سر مخروطی‌ها نیز قرار گرفت.
پس از آنکه فارلی و بیشتر همکارانش پس از فصل ۱۹۹۴–۹۵ از پخش زنده شنبه شب کنار گذاشته شدند، او بر حرفه سینمایی خود تمرکز کرد. در دو فیلم بزرگ اولش، تامی کوچولو و مایه ننگ، او در کنار دوست و همکارش از این برنامه، دیوید اسپید، بازی کرد. این دو فیلم در گیشه داخلی حدود ۳۲ میلیون دلار فروش داشتند و در رسانه خانگی هواداران سرسخت زیادی پیدا کردند. این موفقیت فارلی را به ستاره‌ای پول‌ساز تبدیل کرد و نقش اصلی نینجای بورلی هیلز به او سپرده شد. این فیلم در هفته آخر افتتاحیه خود در صدر فروش گیشه قرار گرفت.
فارلی از مایه ننگ رضایت نداشت. این فیلم تلاش استودیو بود تا موفقیت تامی کوچولو را تکرار کند، اما تنها ۶۰ صفحه از فیلم‌نامه آماده بود وقتی که پروژه تأیید شد. این نارضایتی باعث شد شب اکران فیلم دوباره به اعتیاد روی بیاورد و مجبور شود پیش از آغاز فیلم‌برداری نینجای بورلی هیلز دوباره به مرکز ترک اعتیاد برود. دو فیلم آخر فارلی – تقریباً قهرمانان و کار کثیف – پس از مرگ او به ترتیب در مه و ژوئن ۱۹۹۸ منتشر شدند.

### پروژه‌های ناتمام
فارلی در ابتدا برای صداپیشگی شخصیت اصلی فیلم پویانمایی شرک (۲۰۰۱) انتخاب شده بود و حدود ۸۵٪ از دیالوگ‌های این شخصیت را ضبط کرده بود، اما قبل از تکمیل کار درگذشت. فیلم‌سازان ابتدا به این فکر کردند که از یک صداپیشه‌ای که تقلید صدای فارلی را انجام دهد، برای تکمیل دیالوگ‌های باقی‌مانده استفاده کنند. اما در نهایت، مایک مایرز، همکار سابق فارلی در پخش زنده شنبه شب، دوباره کل دیالوگ‌های شرک را از ابتدا ضبط کرد. در سال‌های ۲۰۱۵ و ۲۰۲۲، یک استوری‌ریل و تست پویانمایی منتشر شد که در آن نمونه‌هایی از صدای فارلی در نقش شرک به نمایش درآمد. به گفته‌ برادر فارلی، نسخه‌ اولیه‌ شرک بیشتر شبیه به خود کریس فارلی بوده است. در قسمت ویژه‌ پادکست روی دیوار پرواز کن، به میزبانی دینا کاروی و دیوید اسپید، که به مناسبت بیست و پنجمین سالگرد درگذشت فارلی منتشر شد، جان فارلی فاش کرد که استودیو به او پیشنهاد داده بود تا دیالوگ‌های باقی‌مانده‌ کریس را تکمیل کند، زیرا صدایش شباهت زیادی به برادرش داشت. جان اعتراف کرد که هرچند آرزو داشت این کار را برای کریس انجام دهد، اما در آن زمان از نظر احساسی قادر به انجامش نبود، حتی با وجود اینکه تنها پنج روز کاری از ضبط دیالوگ‌ها باقی مانده بود.
فارلی برای نقش صداپیشگی دیگری در دایناسور (۲۰۰۰) انتخاب شده بود. او قرار بود به جای یک برکیوسور جوان به نام سوربوس صحبت کند، شخصیتی که با وجود جثه‌ عظیمش، از ارتفاع وحشت داشت. پس از درگذشت فارلی، این شخصیت بازنویسی شد و به جای آن، بایلین، یک برکیوسور مسن ماده، جایگزین شد که صداپیشگی‌اش را جوآن پلورایت بر عهده گرفت.
در زمان مرگش، فارلی در حال مذاکره برای بازی در گلفین در کنار وینس وان بود و همچنین قرار بود در یک فیلم زندگی‌نامه‌ای درباره‌ کمدین فتی آرباکل به نویسندگی دیوید ممت بازی کند. نقش جیم کری در پسر کابلی (۱۹۹۶) در ابتدا برای فارلی در نظر گرفته شده بود، اما به دلیل تداخل برنامه‌های کاری، او مجبور شد این پیشنهاد را رد کند. همچنین، فارلی برای نقش ایشمل (که در نهایت رندی کواید آن را بازی کرد) در سردسته انتخاب شده بود، اما پارامونت او را مجبور کرد این پیشنهاد را رد کند تا به تعهد خود برای بازی در مایه ننگ پایبند بماند.
او قرار بود در یک فیلم سوم از سری شکارچیان ارواح نیز حضور داشته باشد، فیلمی که در آن زمان درباره‌ یک گروه جدید از شکارچیان ارواح بود که با بحران افزایش جمعیت در جهنم روبه‌رو می‌شدند. داو پیلکی، نویسنده‌ مجموعه کتاب‌های کودکانه کاپیتان زیرشلواری، علاقه‌مند بود که فارلی نقش اصلی را در یک مجموعه تلویزیونی احتمالی بر اساس این کتاب‌ها بازی کند.
فارلی در حال مذاکره برای نقش اصلی در اقتباس سینمایی رمان اتحادیه ابلهان بود. همچنین، او علاقه‌مند به بازی در نقش آتوک در اقتباسی از رمان آتوک بی‌نظیر بود. هر سه پروژه‌ مذکور، همراه با زندگی‌نامه‌ آرباکل، به‌عنوان فیلم‌های نفرین‌شده شناخته شده‌اند. دلیل این باور این است که فارلی، جان بلوشی و جان کندی همگی برای این نقش‌ها انتخاب شده بودند، اما هر سه پیش از آغاز تولید فیلم‌های مربوطه درگذشتند.
حدود دو ماه پیش از مرگش، فارلی با اسپید درباره‌ ساخت یک فیلم سوم با حضور این دو نفر صحبت کرده بود (پس از موفقیت‌های تامی کوچولو و مایه ننگ در گیشه). هرچند این ایده هیچ‌گاه رسمی نشد، اما کارگردان استیون سرجیک فیلم‌نامه‌ای برای فیلمی به نام درخت نوشت که فارلی و اسپید را در ذهن داشت. داستان فیلم این‌گونه توصیف شده بود: «یک کارمند سطح پایین کاخ سفید برای یافتن درخت کریسمس ریاست‌جمهوری به منطقه‌ شمال غربی اقیانوس آرام می‌رود. او در این مسیر با یک راننده‌ کامیون عجیب‌وغریب همراه می‌شود و ماجراهای خنده‌داری رخ می‌دهد.» احتمالاً اسپید قرار بود نقش کارمند کاخ سفید و فارلی نقش راننده‌ کامیون را بازی کند.

## زندگی شخصی
در بیشتر دوران بزرگسالی، کریس فارلی با اعتیاد به الکلیسم و مواد مخدر دست‌وپنجه نرم می‌کرد. این مشکلات باعث شد که او از بازی در پخش زنده شنبه شب تعلیق شود. تهیه‌کننده‌ برنامه، لورن مایکلز، نسبت به مصرف مواد فارلی بسیار کم‌تحمل بود (چراکه تجربه‌ مشابهی با جان بلوشی داشت) و تهدید کرد که اگر فارلی برای درمان اقدام نکند، به‌طور دائم او را اخراج خواهد کرد. برنی بریلستین، مدیر برنامه‌ فارلی، بارها او را به مراکز ترک اعتیاد و الکل فرستاد، اما مشکلات او ادامه داشت.
در سال ۱۹۹۷، کاهش سلامت فارلی به‌وضوح قابل مشاهده بود. او در یک برنامه‌ کودکان در شبکه‌ نیکلودئون به نام تمام این‌ها حضور پیدا کرد. هرچند این حضور بدون حادثه خاصی پیش رفت، اما توانایی او در اجرای کمدی فیزیکی که به آن شهرت داشت، به‌وضوح کاهش یافته بود. در این برنامه، او به سختی نفس می‌کشید و اجرای او کم‌تحرک‌تر از همیشه بود.
در ۲۵ اکتبر ۱۹۹۷، فارلی برای آخرین بار در پخش زنده شنبه شب حضور پیدا کرد و مجری برنامه شد. در بخش ابتدایی برنامه، لورن مایکلز نسبت به توانایی فارلی در اجرای برنامه ابراز تردید کرد، درحالی‌که تیم مدوز اطمینان داد که او آرام، متمرکز و حرفه‌ای خواهد بود و «دوران پارتی‌هایش تمام شده است.» در این قسمت، چوی چیس در نقش «حامی» فارلی حضور داشت. صدای گرفته و پوست قرمز شده‌ فارلی توجه بسیاری را به خود جلب کرد. علت این مشکل فشار بیش از حد روی تارهای صوتی‌اش در طول تمرین بود. خستگی و ناپایداری جسمی او آن‌قدر واضح بود که تهیه‌کنندگان تا مرز لغو حضورش در برنامه پیش رفتند. در سال‌های پایانی زندگی، فارلی ۱۷ بار برای درمان اعتیاد به مواد مخدر و کنترل وزن اقدام کرد.

## مرگ
در ۱۸ دسامبر ۱۹۹۷، ساعت ۲ بعدازظهر به وقت شرقی، جان، برادر کوچک‌ترش، جسد او را در آپارتمانش در مرکز جان هنکاک در شیکاگو پیدا کرد. فارلی در زمان مرگ ۳۳ سال داشت. طبق گزارش کالبدشکافی، او بر اثر بیش‌مصرفی ترکیبی از کوکائین و هروئین، معروف به «اسپیدبال»، جان خود را از دست داده بود. علاوه بر این، تصلب شرایین پیشرفته به‌عنوان یک عامل موثر در مرگ او ذکر شد.

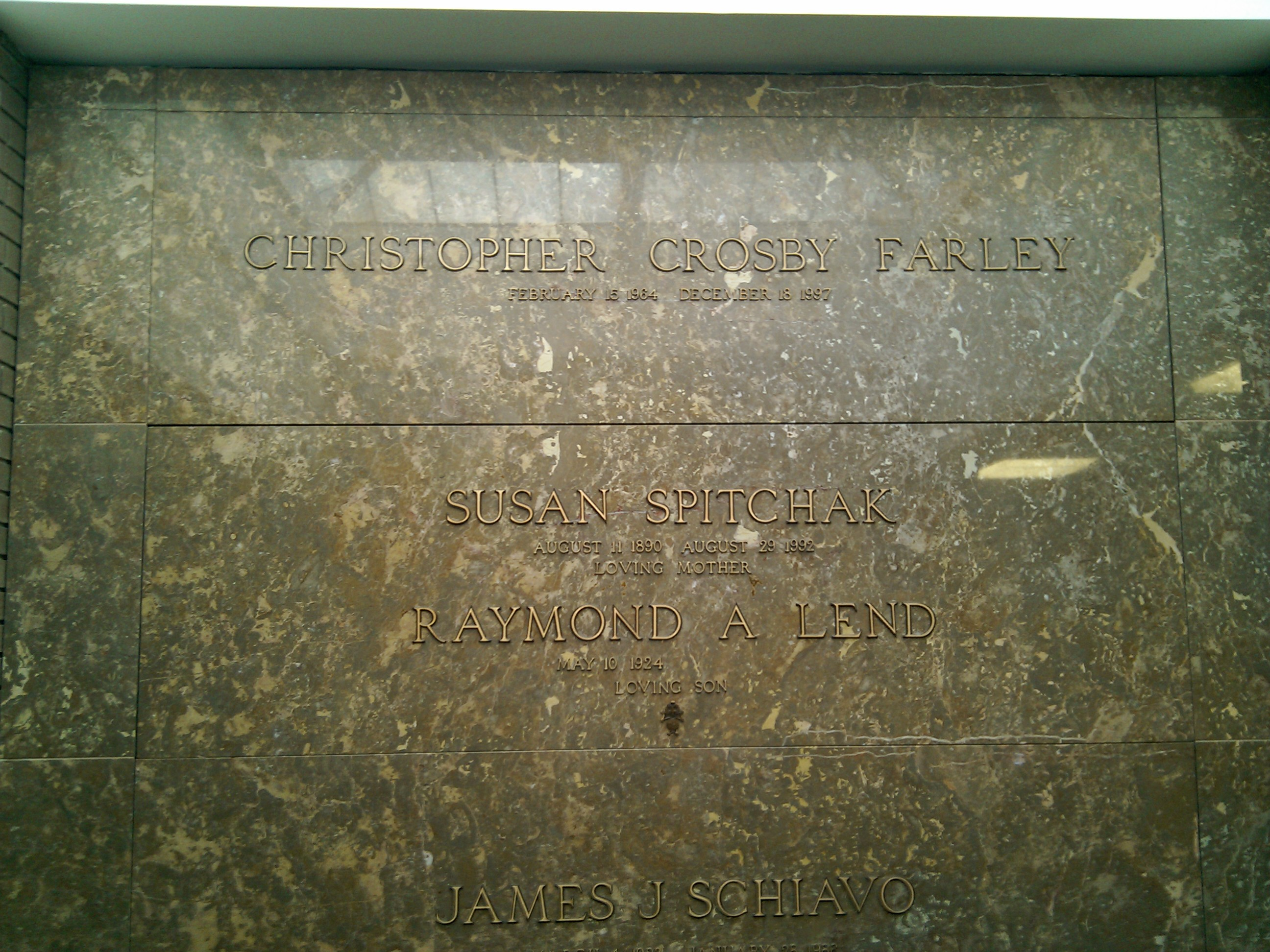
قبر فارلی در سال ۲۰۱۰

مراسم خاکسپاری خصوصی فارلی در ۲۳ دسامبر در کلیسای کاتولیک ملکه صلح ما در زادگاهش در شهر مدیسن، ویسکانسین برگزار شد. این مراسم با حضور بیش از ۵۰۰ نفر از جمله بسیاری از کمدین‌های مشهور و همکاران او در پخش زنده شنبه شب و سینما همراه بود. از جمله افراد حاضر می‌توان به دن ایکروید، آدام سندلر، کریس راک، راب اشنایدر، لورن مایکلز، ال فرنکن، جان گودمن، باب ادنکیرک، تیم مدوز، نورم مک‌دانلد، رابرت اسمایگل، جورج ونت و فیل هارتمن اشاره کرد. دیوید اسپید، از صمیمی‌ترین دوستان و همکاران فارلی، در مراسم حضور نداشت که باعث ایجاد شایعاتی درباره‌ اختلاف میان آن‌ها پیش از مرگ فارلی شد. بااین‌حال، اسپید سال‌ها بعد توضیح داد که دلیل غیبتش، شدت احساسات و دشواری مواجهه با این فقدان بود. یک مراسم یادبود دیگر در ۱۳ ژانویه ۱۹۹۸ در کلیسای کاتولیک سنت مونیکا برگزار شد. جسد فارلی در قبرستان رزرکشن در مدیسن به خاک سپرده شد.

## فیلم‌شناسی

### فیلم
| سال  | عنوان             | نقش                      | یادداشت‌ها                                                                            |
| ---- | ----------------- | ------------------------ | ------------------------------------------------------------------------------------ |
| ۱۹۹۲ | جهان وین          | نگهبان امنیتی            | اولین فیلم                                                                           |
| ۱۹۹۳ | سر مخروطی‌ها       | رونی بردفورد             |                                                                                      |
| ۱۹۹۳ | جهان وین ۲        | میلتون                   |                                                                                      |
| ۱۹۹۴ | کله‌پوک‌ها          | افسر ویلسون              |                                                                                      |
| ۱۹۹۵ | بیلی مدیسن        | راننده اتوبوس            | بدون اعتبار                                                                          |
| ۱۹۹۵ | تامی کوچولو       | توماس «تامی» کالاهان سوم | جوایز فیلم ام‌تی‌وی بهترین اجرای دو نفره روی صفحه (به اشتراک گذاشته‌شده با دیوید اسپید) |
| ۱۹۹۶ | مایه ننگ          | مایکل «مایک» دونالی      |                                                                                      |
| ۱۹۹۷ | نینجای بورلی هیلز | هارو                     | نامزد: جوایز فیلم ام‌تی‌وی بهترین اجرای کمدی                                           |
| ۱۹۹۸ | تقریباً قهرمانان   | بارتولومیو هانت          | انتشار پس از مرگ                                                                     |
| ۱۹۹۸ | کار کثیف          | جیمی نو-نوس              | بدون اعتبار؛ انتشار پس از مرگ (آخرین نقش فیلم)                                       |

### تلویزیون
| سال       | عنوان            | نقش                      | یادداشت‌ها                                        |
| --------- | ---------------- | ------------------------ | ------------------------------------------------ |
| ۱۹۹۰–۱۹۹۵ | پخش زنده شنبه شب | مت فولی / شخصیت‌های مختلف | ۱۰۰ قسمت                                         |
| ۱۹۹۲      | نمایش جکی توماس  | کریس توماس               | قسمت: "Ottumwa 52501"                            |
| ۱۹۹۳      | روزان            | مرد در فروشگاه پوشاک     | قسمت: "Glengarry, Glen Rosey"                    |
| ۱۹۹۳      | نمایش لری سندرز  | خودش                     | قسمت: "NY or LA?"                                |
| ۱۹۹۴      | تام              | کریس                     | قسمت: "He's Heavy, He's My Brother"              |
| ۱۹۹۷      | تمام این‌ها       | سرآسپز کچاپ شیکاگو       | قسمت: "Mint Condition"                           |
| ۱۹۹۷      | پخش زنده شنبه شب | خودش (مجری)              | قسمت: "Chris Farley/The Mighty Mighty Bosstones" |